# Кнафе
Кнафе (араб. كنافة kunāfah, тур. künefe, азерб. ریشته ختایی riştə xətayi, грец. κανταΐφι kadaïfi/kataïfi, івр. כנאפה knafeh) або кунафе, кунафа. Це сирне тісто Левантійської кухні просякнуте цукровим сиропом, типові солодощі у країнах колишньої Османської імперії. Це делікатес Леванту та прилеглих територій Єгипту та Туреччини.

## Приготування
Кнафе буває трьох видів:

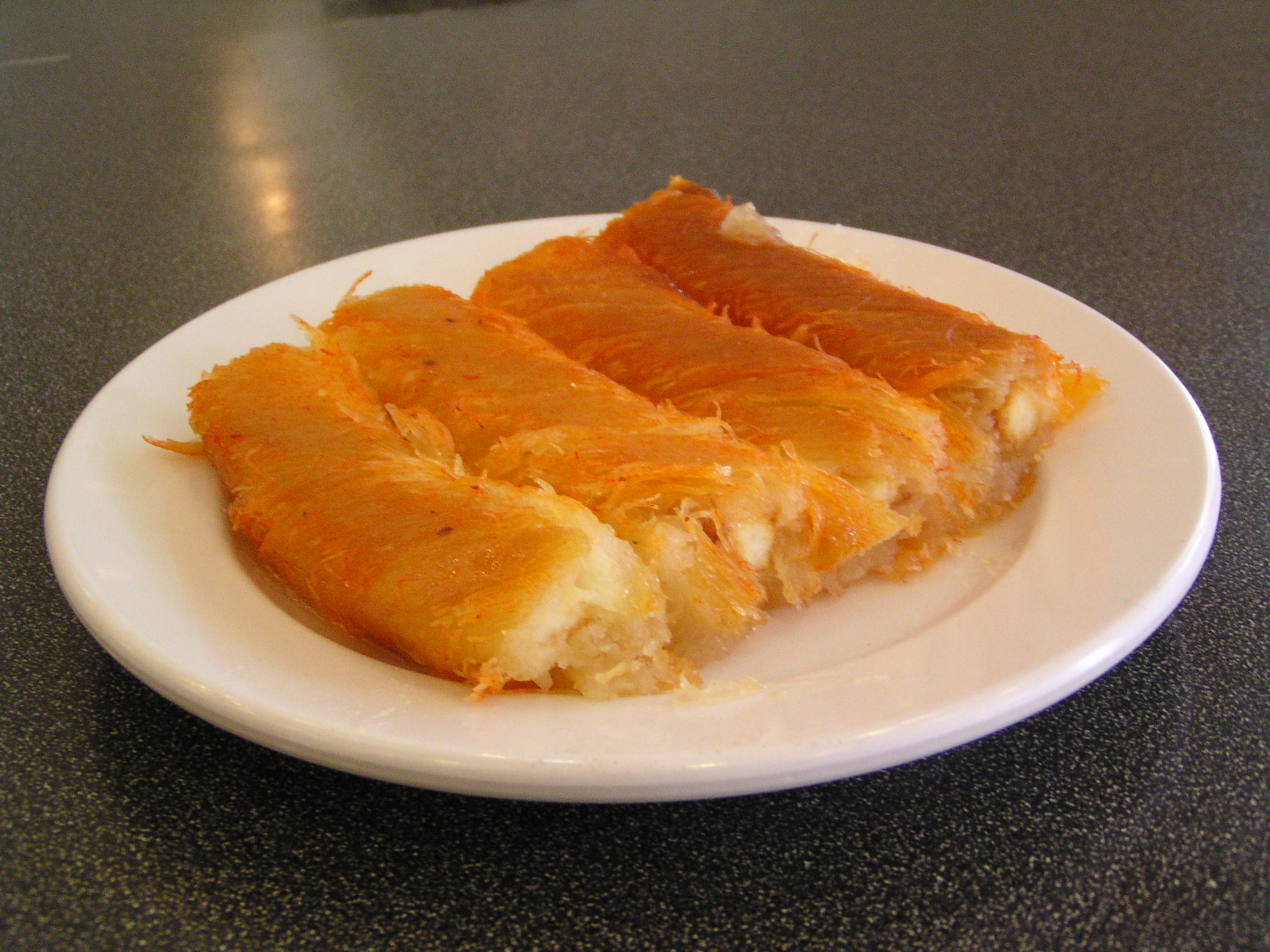
Хішна кнафе

- хішна (Arabic خشنه) (шершава): кірка зроблена з довгої тонкої локшини
- наама (Arabic ناعمة) (гладка): тісто з манної крупи
- мхаяра (Arabic محيرة) (змішана): поєднання хішни та наами

Тісто нагрівається в маслі, маргарині, пальмовій олії або традиційно у смені, потім змащується м'яким білим сиром, таким як сир Набулсі і знову накривається тістом. У хішна кнафе сир загорнутий у тісто. За декілька хвилин до готовності тісто поливається густим сиропом із цукру, води й декількох крапель трояндової води або води апельсинового цвіту. Часто верхній шар тіста підфарбовується червоним харчовим барвником (сучасний спосіб, щоб не запікати кнафе надто довго). Зверху десерт прикрашається подрібненими фісташками.

## Різновиди

### Кнафе набулсі

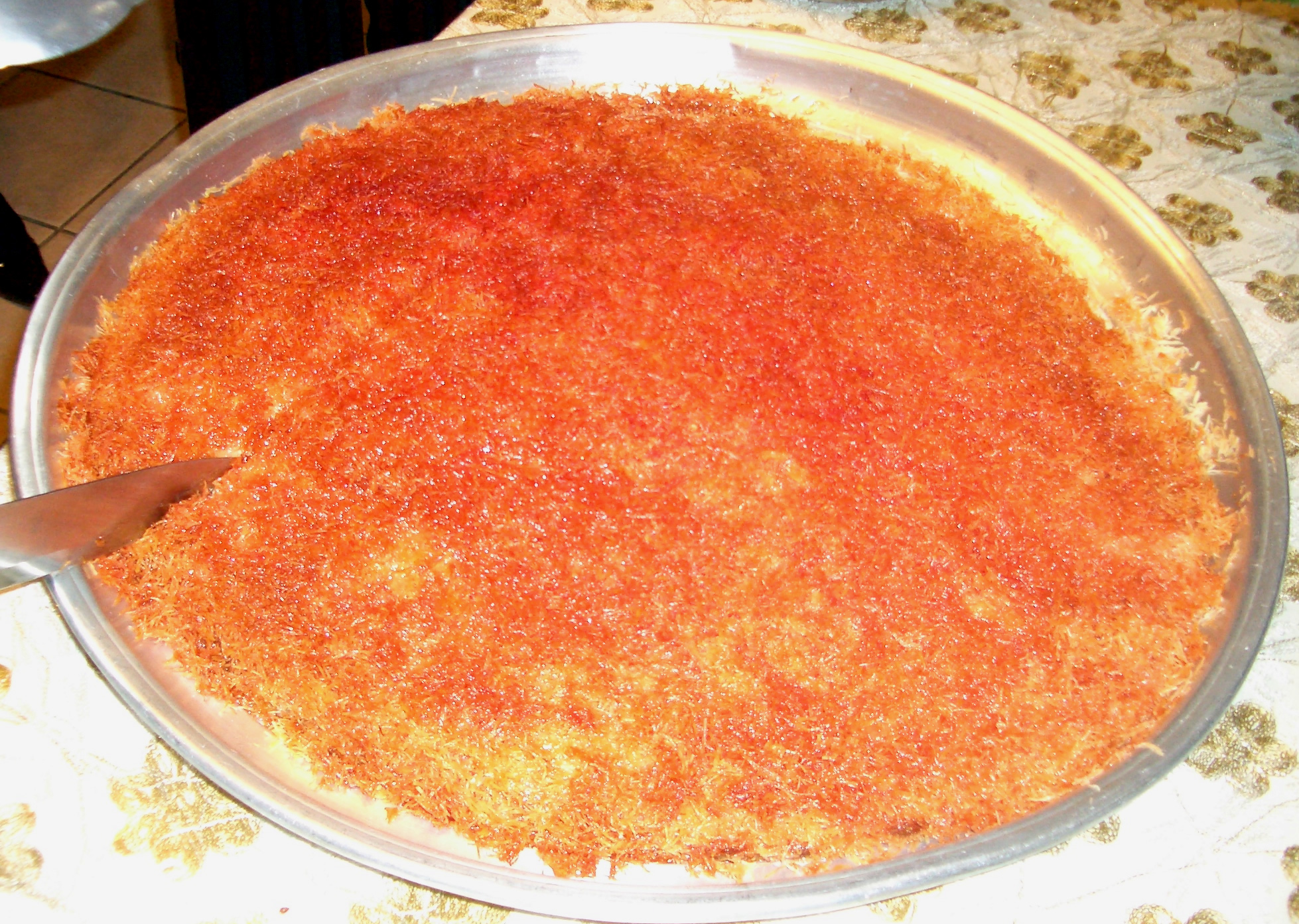
Кнафе у сковорідці

Вважається, що кнафе походить із палестинського міста Наблус, тому й називається набулсі. Уперше згадується в 10-му столітті. Наблус досі славиться своїм кнафе, яке готується з м'якого білого сиру та подрібненої пшениці, залитих цукровим сиропом. Найбільша тарілка кнафе була виготовлена в Наблусі та потрапила до книги рекордів Гіннесса. Вона була розміром 75x2 метра та важила 1,350 кілограм.

### Кадаїф та кюнефе

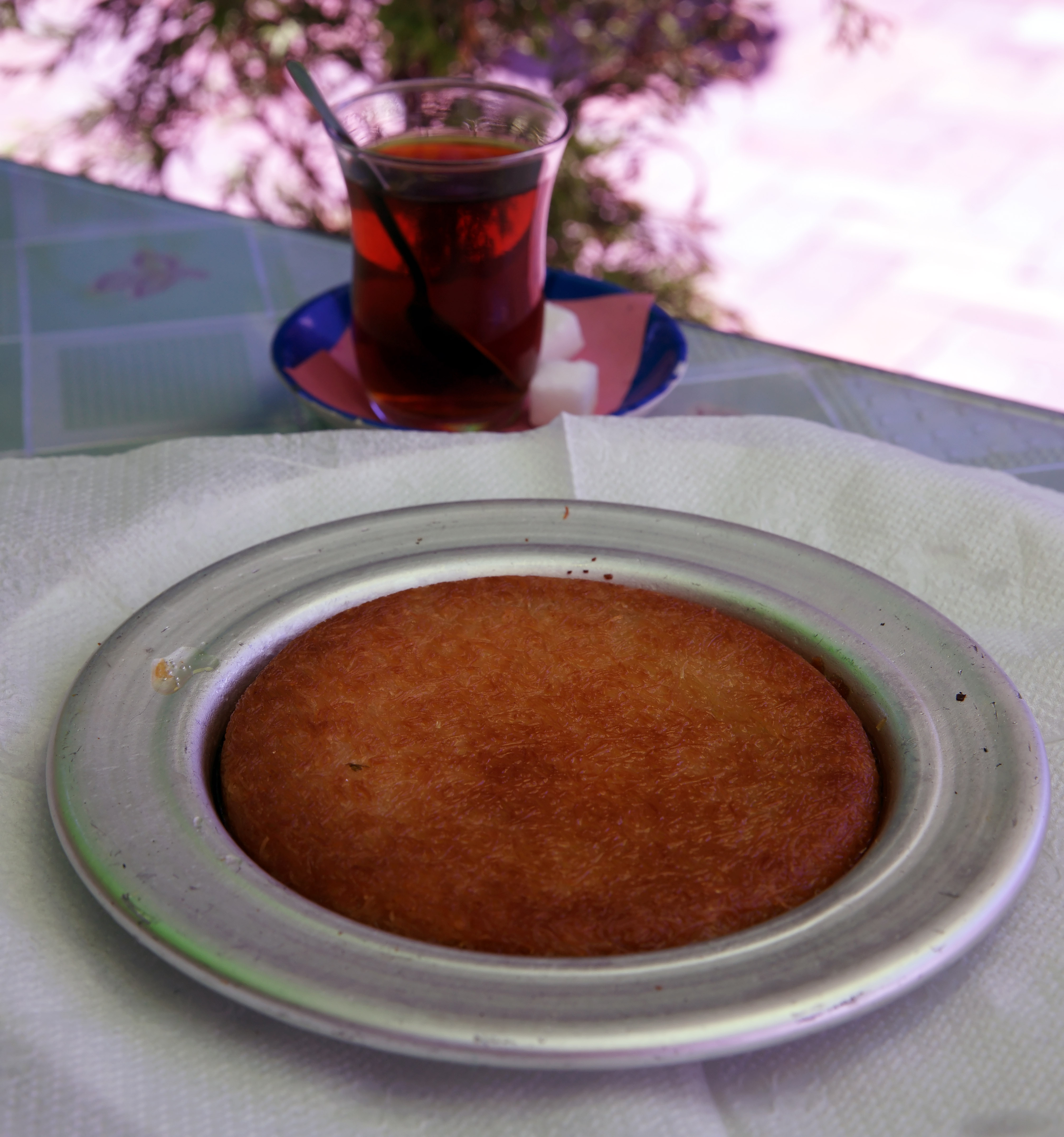
Турецький кюнефе та Турецький чай (çay)

Турецький різновид кнафе зветься кюнефе, а тонкі довгі смужки тіста мають назву tel kadayıf. Для виготовлення кнафе використовується напівм'який сир, такий як Урфа пейнірі (сир провінції Урфа, або Хатай пейнірі, сир із Хатаю), зроблений із сирого молока. У процесі приготування кюнефе тісто не закручується навколо сиру, натомість сир кладеться між двома шарами довгих смужок кадаїф. Страва готується в маленьких мідних тарілках. Подається дуже гарячою в сиропі зі згущеними вершками (каймак), посипана фісташками або волоськими горіхами. У турецькій кухні також є різновиди кнафе, які не робляться з тонких довгих смужок тіста — yassı kadayıf та ekmek kadayıfı.

### Riştə Xətayi
Цей вид азербайджанського кнафе готується в Тебризі, Іран. «Riştə Xətayi» це назва довгих переплутаних смужок тіста, які зазвичай готуються в період Рамадану в найбільшому у світі критому базарі, Тебризькому базарі. Він робиться з подрібнених волоських горіхів, кориці, імбиру, порошку троянди, цукру, води, трояндової води, оливкової олії.

### Кадаїф
У цьому варіанті, що також називається καταΐφι або κανταΐφι грецькою (kataïfi або kadaïfi), з тонких довгих смужок тіста виробляються різні форми (трубочки або гнізда), часто наповнені подрібненими горіхами, як у пахлаві.
Тістечко кадаїф роблять, кладучи на дно шар довгих тонких смужок тіста, потім шар подрібнених горіхів, потім знову шар довгих тонких смужок тіста. Тістечка змащуються топленим маслом і, запікаючись, стають золотисто-коричневими, потім просочуються цукровим або медовим сиропом.